# Счастливцево (Красноперекопский район)
Счастли́вцево (укр. Щасливцеве, крымскотат. Sçastlivtsevo, Счастливцево) — исчезнувшее село в Красноперекопском районе Республики Крым, присоединённое к селу Воинка, сейчас район улицы Счастливцева на западе села.

## История
Село, согласно Приложению к высочайшему отчету о состоянии Таврической губернии за 1885 г. , было основано в Ишуньской волости Перекопского уезда отставными солдатами в 1885 году и названо в честь выдающегося деятеля Перекопского земства Павла Ивановича Счастливцева, но в Памятной книге Таврической губернии за 1889 год деревня ещё не записана
После земской реформы 1890 года Щасливцево отнесли к Воинской волости. Согласно «…Памятной книжке Таврической губернии на 1892 год», в деревне Щасливцево, составлявшей Щасливцевское сельское общество, было 136 жителей в 23 домохозяйствах. По «…Памятной книжке Таврической губернии на 1900 год» в Щасливцево числилось 207 жителей в 29 дворах. По Статистическому справочнику Таврической губернии. Ч.II-я. Статистический очерк, выпуск пятый Перекопский уезд, 1915 год, в деревне Щасливцево Воинской волости Перекопского уезда числилось 41 двор (31 двор с землёй, 10 — безземельные) с русским населением в количестве 206 человек приписных жителей и 60 «посторонних», из которых 120 мужчин и 146 женщин. Жители владели 535 десятинами удобной земли. В хозяйствах имелось 66 лошадей, 5 волов, 62 коровы и 40 голов мелкого скота.
После установления в Крыму Советской власти, по постановлению Крымревкома от 8 января 1921 года № 206 «Об изменении административных границ» была упразднена волостная система, Перекопский уезд переименовали в Джанкойский, в котором был образован Ишуньский район, в состав которого включили село, а в 1922 году уезды получили название округов. 11 октября 1923 года, согласно постановлению ВЦИК, в административное деление Крымской АССР были внесены изменения, в результате которых округа были отменены, Ишуньский район упразднён и село вошло в состав Джанкойского района. Согласно Списку населённых пунктов Крымской АССР по Всесоюзной переписи 17 декабря 1926 года, в селе Счастливцево, Воинского сельсовета Джанкойского района, числилось 52 двора, из них 46 крестьянских, население составляло 251 человек, из них 244 русских, 3 еврея, 2 украинца, 1 грек.Постановлением ВЦИК от 30 октября 1930 года был восстановлен Ишуньский район и село, вместе с сельсоветом, включили в его состав. Постановлением Центрального исполнительного комитета Крымской АССР от 26 января 1938 года Ишуньский район был ликвидирован и создан Красноперекопский район с центром в поселке Армянск (по другим данным 22 февраля 1937 года). Сёла срослись довольно рано и уже на километровой карте Генштаба 1941 года (для которой за картооснову, в основном, были взяты топографические карты Крыма масштаба 1:84000 1920 года и 1:21000 1912 года) обозначено одно село с двумя названиями: Воинка и Счастливка, а на карте 1942 года Счастливцево вообще уже не подписано.
Согласно справочнику «Крымская область. Административно-территориальное деление на 1 января 1968 года» Счастливцево присоединили к селу Воинка в период с 1954 по 1968 годы, но в «Справочнике административно-территориального деления Крымской области на 15 июня 1960 года» его уже нет. Сейчас бывшее село — улица Счастливцева (Прицепиловка) в Воинке.